# Adrian Leijer
Adrian Leijer (25 de março de 1986) é um futebolista profissional australiano que atua como defensor.

## Carreira
Adrian Leijer representou a Seleção Australiana de Futebol, nas Olimpíadas de 2008. 